# Wilhelm Fried
Wilhelm Fried (født 1. januar 1879, død 8. maj 1952 i New York), senere kendt som William Fox, blev født af tysk-jødiske forældre i Tulchva, Østrig-Ungarn. I Amerika startede han en biografkæde og grundlagde Fox Film Corporation, det nuværende 20th Century Fox.